# Rashad Whack
Rashad Whack (Hyattsville, 22 gennaio 1991) è un ex cestista statunitense.